# Cat River (Lake St. Joseph)
Der Cat River ist ein Fluss im Kenora District im Nordwesten der kanadischen Provinz Ontario.
Der Cat River entspringt nordöstlich des Whitestone Lake. Er fließt anfangs in westlicher Richtung zum Whitestone Lake, den er in südlicher Richtung durchfließt. Anschließend durchfließt er eine Kette von Seen in Richtung Süden. Die größten sind: Cat Lake, Kapikik Lake, Zionz Lake, Fawcett Lake und Barnaji Lake. Er erreicht schließlich nach einer Strecke von etwa 200 km das Nordufer des Lake St. Joseph, in welchen er mit zwei Flussarmen, den East Channel und den West Channel, mündet. Der Cat River ist der Hauptquellfluss des Albany River. Der Lake St. Joseph wird über diesen entwässert. 